# Gravenche
Die Gravenche (Coregonus hiemalis), lokal auch als Kleine Fera oder Kilch bezeichnet, ist ein vermutlich ausgestorbener Süßwasserfisch aus dem Genfersee. Der Name Kilch wird allerdings nicht nur für diese Art verwendet, sondern für mehrere artverwandte Taxa der Voralpenseen.

## Systematik
Der taxonomische Status der Gravenche ist umstritten, da es keine konservierten Exemplare in den Museen gibt. 1959 wurde er von Emile Dottrens als Unterart des Lavarets (Coregonus lavaretus) aufgefasst. Andere Experten, darunter Maurice Kottelat und Jörg Freyhof, betrachten Coregonus hiemalis jedoch als eine im Genfersee endemische, eigenständige Art. 

## Beschreibung
Die Gravenche ähnelte dem Gangfisch. Sie erreichte eine Gesamtlänge von 25 bis 32 Zentimeter. Der Augendurchmesser betrug 18 bis 22 Prozent der Kopflänge. Es gab 25 bis 33 Kiemenreusendornen. Der Rücken war gebogen. Das dorsale Kopfprofil und die Schnauze waren gerundet. Ihr Kopf war dicker und die Flossen waren verhältnismäßig länger als bei der Féra. Ihre Schwanzflosse war weniger tief eingeschnitten.

## Lebensweise
Die Gravenche hatte eine benthopelagische Lebensweise, das heißt, dass sie sich überwiegend in Bodennähe aufhielt. Sie kam in großen Tiefen vor und ernährte sich von tierischem Plankton. Die Laichzeit war Mitte Dezember.

## Verbreitung
Die Gravenche ist oder war endemisch in den tiefen Wasserbereichen des Genfersees. Ältere Literaturangaben nennen für Coregonus hiemalis den Ammersee, den Chiemsee und den Bodensee. Diese beziehen sich jedoch eher auf den Ammersee-Kilch (Coregonus bavaricus), den Chiemsee-Kilch (Coregonus sp.) und den Bodensee-Kilch (Coregonus gutturosus).

## Aussterben
Zusammen mit der ebenfalls als ausgestorben betrachteten Féra (Coregonus fera) gehörte die Gravenche zu den am stärksten gefangenen Speisefischen des Genfersees. Um das Jahr 1890 machte die Fangquote dieser beiden Arten 68 % aller gefangenen Fische im Genfersee aus. Die Überfischung sorgte dafür, dass sie bereits in den 1920er Jahren extrem selten war und seit dem Jahr 1950 nicht mehr nachgewiesen wurde.